# رادیسلبن
رادیسلبن (به آلمانی: Radisleben) یک منطقهٔ مسکونی در آلمان است که در بالن‌اشتات واقع شده‌است. رادیسلبن ۴۵۳ نفر جمعیت دارد.